# Martin Fréminet
Martin Fréminet (París, 1565/1567-1619) fue un pintor manierista y diseñador francés de la segunda Escuela de Fontainebleau.

## Biografía

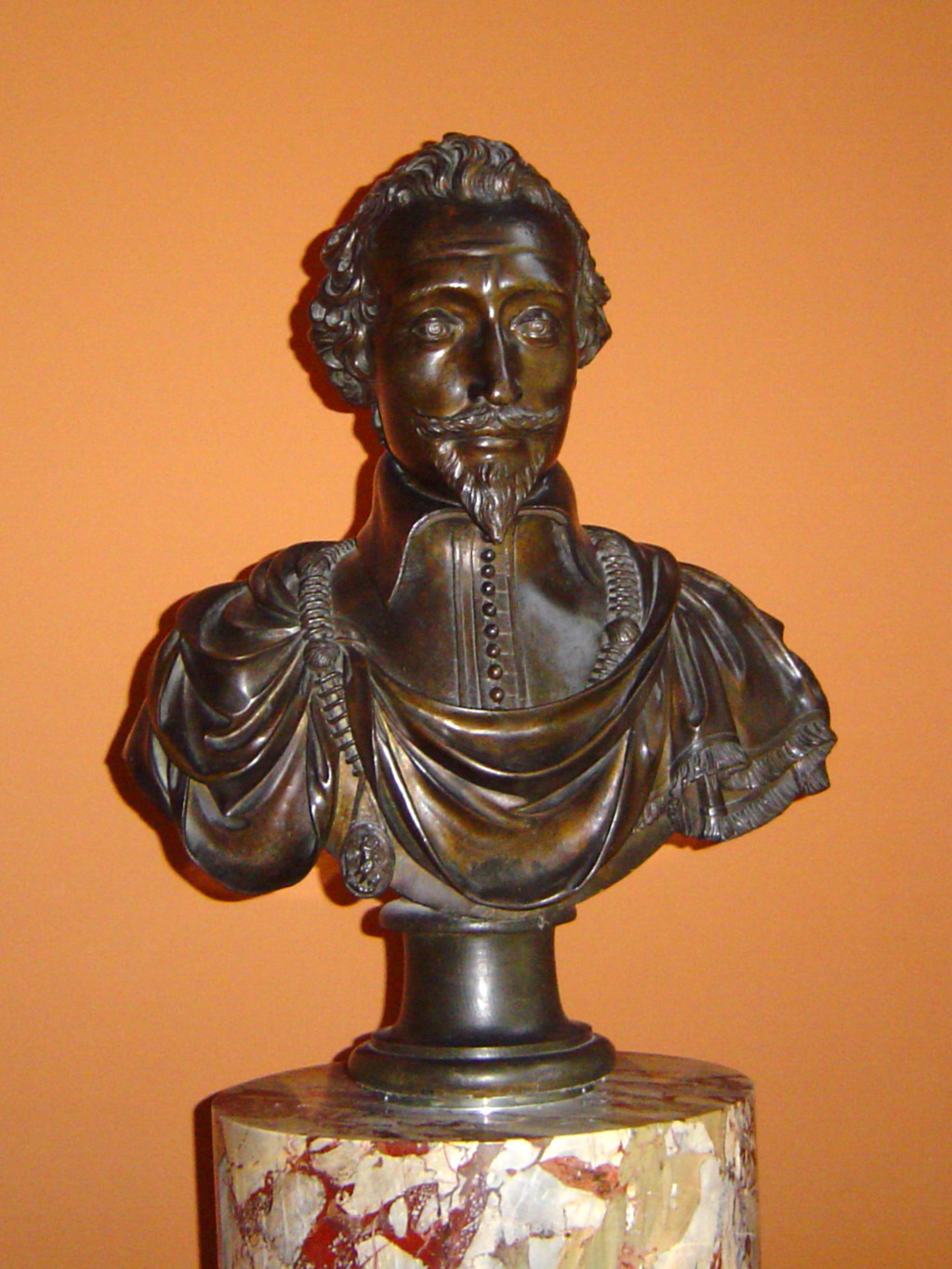
Busto de Martin Fréminet por Barthélemy Tremblay (1689)

Viajó a Roma en sus comienzos y se hizo célebre rápidamente. Hacia 1596, estuvo en Venecia y luego puso su talento al servicio de la corte de Turín. Enrique IV le llamó a la corte de Francia en 1603 y le nombró pintor y valet de chambre. Fréminet se convirtió después en el pintor de María de Médici, y se le confió la decoración de la capilla de la Trinidad del Palacio de Fontainebleau. La obra se inició en 1608 y quedó inacabada a la muerte del artista en 1619, estando considerada como la última obra importante de la segunda Escuela de Fontainebleau. La bóveda central de esta obra comprende cinco grandes composiciones pintadas al fresco, los cuatro Elementos y diez Virtudes en los óvalos, cinco Reyes de Israel o de Judea y veinte grisallas representando a los profetas y los patriarcas. Las escenas de la Vida de Cristo, pintadas entre las ventanas, han desaparecido.

## Obras
- La caridad de San Martín, óleo sobre lienzo, Museo del Louvre.
- Jesús entre los doctores, dibujo, Museo del Louvre
- La tentación de Cristo en el desierto, dibujo, Museo del Louvre
- Las bodas de Caná, dibujo, Museo del Louvre
- Salomón, óleo sobre tabla, Museo Nacional del Palacio de Fontainebleau.